# Нефёдово (Южский район)
Нефёдово — деревня Южского района Ивановской области, входит в состав Южского городского поселения. 

## География
Деревня с севера примыкает к райцентру городу Южа. 

## История
В конце XIX — начале XX века деревня входила в состав Холуйской волости Вязниковского уезда Владимирской губернии, с 1925 года — в составе Южской волости Шуйского уезда Иваново-Вознесенской губернии. В 1859 году в деревне числилось 34 двора, в 1905 году — 22 дворов.
С 1929 года деревня входила в состав Южского сельсовета Южского района, с 1974 года — центр Нефёдовского сельсовета, с 2005 года — в составе Южского городского поселения.

## Население
| 1859 | 1905 | 2010 |
| ---- | ---- | ---- |
| 133  | ↗145 | ↗334 |